# Alcithoe wilsonae
Alcithoe wilsonae is een slakkensoort uit de familie van de Volutidae. De wetenschappelijke naam van de soort is voor het eerst geldig gepubliceerd in 1933 door Powell.